# Walki o Rzepin
Walki o Rzepin – starcie zbrojne mające miejsce w dniach 1-2 lutego 1945 między oddziałami Armii Czerwonej a Wehrmachtu, zakończone zdobyciem Rzepina głównie przez żołnierzy 11 Samodzielnego Korpusu Pancernego.
Wojska Armii Czerwonej które ruszyły 12 stycznia 1945 z linii Wisły, z końcem stycznia w ramach ofensywy styczniowej dotarły na przedpola Rzepina, gdzie wojska niemieckie zorganizowały kolejny silny garnizon (będący przyczółkiem po wschodnie stronie rzeki Odry) składający się z oddziałów piechoty, artylerii i 28 batalionu saperów.   Do ataku na miasto wyznaczono 11 Samodzielny Korpus Pancerny dowodzony przez generała majora Iwana Juszczuka.  

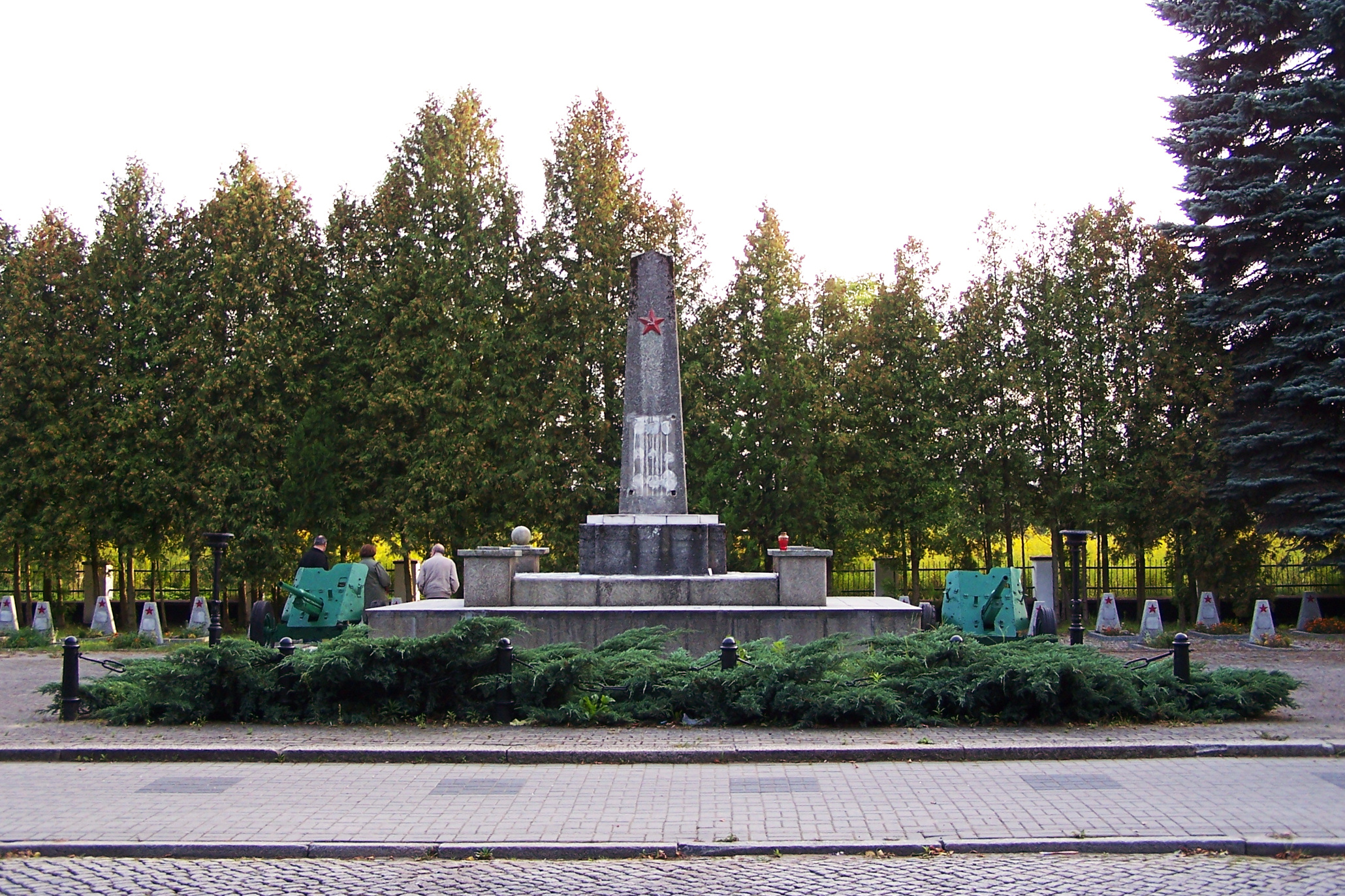
Cmentarz żołnierzy radzieckich w Rzepinie

W walkach o miejscowość uczestniczyli też żołnierze z 274 Dywizji Strzeleckiej z 61 Korpusu Strzeleckiego należącego do 69 Armii dowodzonej przez generała pułkownika Władimira Kołpakczi. Po ciężkich walkach trwających od 1 lutego 1945 miejscowość została zdobyta przez żołnierzy Armii Czerwonej 2 lutego o godzinie 3.00 nad ranem. W czasie wymiany ognia i walk w mieście między wojskami III Rzeszy a ZSRR zniszczeniu uległo ponad 85% zabudowy Rzepina.